# Popíl·lia
|  | Aquest article tracta sobre una dama romana. Si cerqueu la gens, vegeu «Gens Popíl·lia». |

Popíl·lia (llatí: Popillia) va ser una dama romana casada dues vegades, la primera amb Quint Lutaci Catul i la segona amb Luci Juli Cèsar. La seva oració fúnebre la va fer el seu fill Quint Lutaci Catul, i va ser la primera vegada que aquest honor es feia a una dona a Roma.